# Cyclocassis
Cyclocassis là một chi bọ cánh cứng trong họ Chrysomelidae.
Chi này được Spaeth miêu tả khoa học năm 1913.

## Các loài
Các loài trong chi này gồm:
- Cyclocassis circulata (Boheman, 1855)
- Cyclocassis secunda Borowiec, 1998